# مخابرات فیبرنوری
مخابرات فیبر نوری
یک روش انتقال اطلاعات از یک مکان به مکان دیگر با ارسال پالس‌های نور از طریق یک فیبر نوری است. نور، یک موج الکترومغناطیسی حامل که مدوله شده است را برای حمل اطلاعات تغییر شکل می‌دهد. توسعه سیستم‌های ارتباطی فیبر نوری در دههٔ ۱۹۷۰ میلادی، انقلابی در صنعت ارتباطات داشته و همچنین نقش عمده‌ای در ظهور عصر اطلاعات بازی کرده‌اند. به خاطر مزایای بیشتر ارتباطات فیبر نوری نسبت به سامانه‌های انتقال اطلاعات از زیر ساخت‌های برقی (مثل زوج سیم‌های به هم تابیده، کابل‌های کواکسیال و…)، فیبرهای نوری عمدتاً جایگزین سیم‌های مسی در هسته اصلی شبکه‌ها در جهان توسعه یافته شده‌اند. فیبر نوری در بسیاری از شرکت‌های مخابراتی برای انتقال سیگنال‌های تلفن، ارتباط اینترنتی و سیگنال‌های تلویزیون کابلی مورد استفاده قرار می‌گیرد. محققان با استفاده از ارتباط فیبر نوری در آزمایشگاه‌های بل به سرعت اینترنتی بیش از ۱۰۰ petabit × کیلومتر بر ثانیه رسیده‌اند. فرایند ارتباط با استفاده از فیبر نوری شامل مراحل اساسی زیر است:ایجاد سیگنال‌های نوری توسط یک فرستنده، رله کردن سیگنال در امتداد فیبر (در کل عمل تکرار سیگنال و تقویت آن را رله کردن گویند)، تضمین این که سیگنال بیش از حد تحریف یا ضعیف نمی‌شود، دریافت سیگنال نوری، و تبدیل آن به یک سیگنال الکتریکی.

## تاریخچه

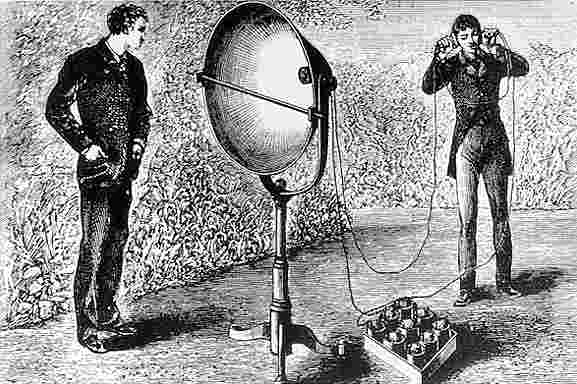
دستگاه فُتو فُن (بخش گیرنده و گوشی) گراهام بل و دستیارش سال ۱۸۸۰

در سال ۱۸۸۰ الکساندر گراهام بل و دستیارش چارلز سامر تِینِر در آزمایشگاه تازه تأسیس "وُلتاً در واشینگتن، مقدمه و سرآغاز ارتباطات فیبرنوری را با نام " فُتو فُن (تلفن نوری) " درست کردند که بِل آن را مهم‌ترین اختراع خود در نظر گرفته است. دستگاه صدا را توسط یک پرتو نور منتقل می‌کرد. در تاریخ ۳ ژوئن ۱۸۸۰، بل اولین انتقال تلفن بی‌سیم در جهان را بین دو ساختمان که با فاصله ۲۱۳ متر از یکدیگر قرار داشتند انجام داد. با توجه به اینکه محیط انتقال نور از طریق هوا (اتمسفر) صورت می‌گرفت، فُتو فُن از لحاظ عملی کارا نبود تا زمانی که پیشرفت تکنولوژی‌های لیزر و فیبرنوری انتفال نور در محیطی ایمن را فراهم کردند. اولین استفاده عملی از فُتو فُن ده‌ها سال بعد در ارتباطات نظامی بود.
در سال ۱۹۵۴ هارولد هاپکینز و ناریندر سینگ کاپانی نشان دادند که نورد فیبر شیشه‌ای می‌تواند نور را منتقل نماید. در ابتدا اینطور در نظر گرفته شد که نور فقط در مسیر مستقیم می‌تواند انتقال پیدا کند.

## کاربردها
فیبر نوری در بسیاری از شرکت‌های مخابراتی برای انتقال سیگنال‌های تلفن، ارتباط اینترنتی و سیگنال‌های تلویزیون کابلی مورد استفاده قرار می‌گیرد. با توجه به پایین‌تر بودن میزان میرایی (از بین رفتن سیگنال‌ها) و تداخل (که توسط نویزهای موجود در محیط ایجاد می‌شود)، فیبر نوری دارای مزایای بسیار زیادی نسبت به سیم مسی، در فواصل بسیار دور (ارتباط بین شهرها، استان‌ها، کشوری با کشورهای دیگر و ارتباط بین قاره‌ای) یا تقاضای بالا جهت دسترسی به اطلاعات (مثل اینترنت که نیازمند پهنای باند بسیار بالا به همراه پایین‌ترین حد از خطا در سیگنال‌های ارسالی و دریافتی است) می‌باشد. با این حال، توسعه زیرساخت‌ها بین شهرها نسبتاً دشوار و وقت گیر بود و سیستم‌های فیبر نوری برای نصب و اجرا، پیچیده و گران‌قیمت بودند. با توجه به این مشکلات، سیستم ارتباطی فیبر نوری در درجه اول در پروژه‌های با فواصل بسیار دور نصب و راه‌اندازی شد، یعنی جایی که از حداکثر ظرفیت انتقال اطلاعات بر روی این بستر می‌توانستند استفاده کنند و این کار موجب جبران هزینه‌های افزایش یافته شد. از سال ۲۰۰۰ قیمت تجهیزات مخابرات فیبر نوری به طور قابل توجهی کاهش یافت. در حال حاضر هزینه انتقال، نصب و راه‌اندازی فیبر نوری تا منازل، نسبت به کابل‌های مسی جهت بستر ارتباطات مخابراتی، اینترنتی و تلویزیونی مقرون به صرفه تر است.